# Den store Cirkusbrand
Den store Cirkusbrand è un film muto del 1913 diretto da Einar Zangenberg.

## Produzione
Il film fu prodotto dalla Kinografen.

## Distribuzione
In Danimarca, il film fu distribuito dalla Kinografen che lo presentò in prima nella propria sala di Copenaghen il 15 settembre 1913. In Finlandia, uscì in sala l'8 marzo 1918 con il titolo Taiteilijaverta eli Suuri pakokauhu sirkuspalossa.